# Fair Play
Fair Play és una població dels Estats Units a l'estat de Missouri. Segons el cens del 2000 tenia 418 habitants.

## Demografia
Segons el cens del 2000, Fair Play tenia 418 habitants, 160 habitatges, i 107 famílies. La densitat de població era de 538 habitants per km².
Dels 160 habitatges en un 40% hi vivien nens de menys de 18 anys, en un 55% hi vivien parelles casades, en un 7,5% dones solteres, i en un 33,1% no eren unitats familiars. En el 30% dels habitatges hi vivien persones soles el 17,5% de les quals corresponia a persones de 65 anys o més que vivien soles. El nombre mitjà de persones vivint en cada habitatge era de 2,61 i el nombre mitjà de persones que vivien en cada família era de 3,21.
Per edats la població es repartia de la següent manera: un 34,7% tenia menys de 18 anys, un 6,5% entre 18 i 24, un 23,2% entre 25 i 44, un 21,3% de 45 a 60 i un 14,4% 65 anys o més.
L'edat mediana era de 34 anys. Per cada 100 dones de 18 o més anys hi havia 92,3 homes.
La renda mediana per habitatge era de 20.438 $ i la renda mediana per família de 23.750 $. Els homes tenien una renda mediana de 22.422 $ mentre que les dones 17.500 $. La renda per capita de la població era de 9.151 $. Entorn del 22,1% de les famílies i el 29,9% de la població estaven per davall del llindar de pobresa.

## Poblacions més properes
El següent diagrama mostra les poblacions més properes.